# TAWES

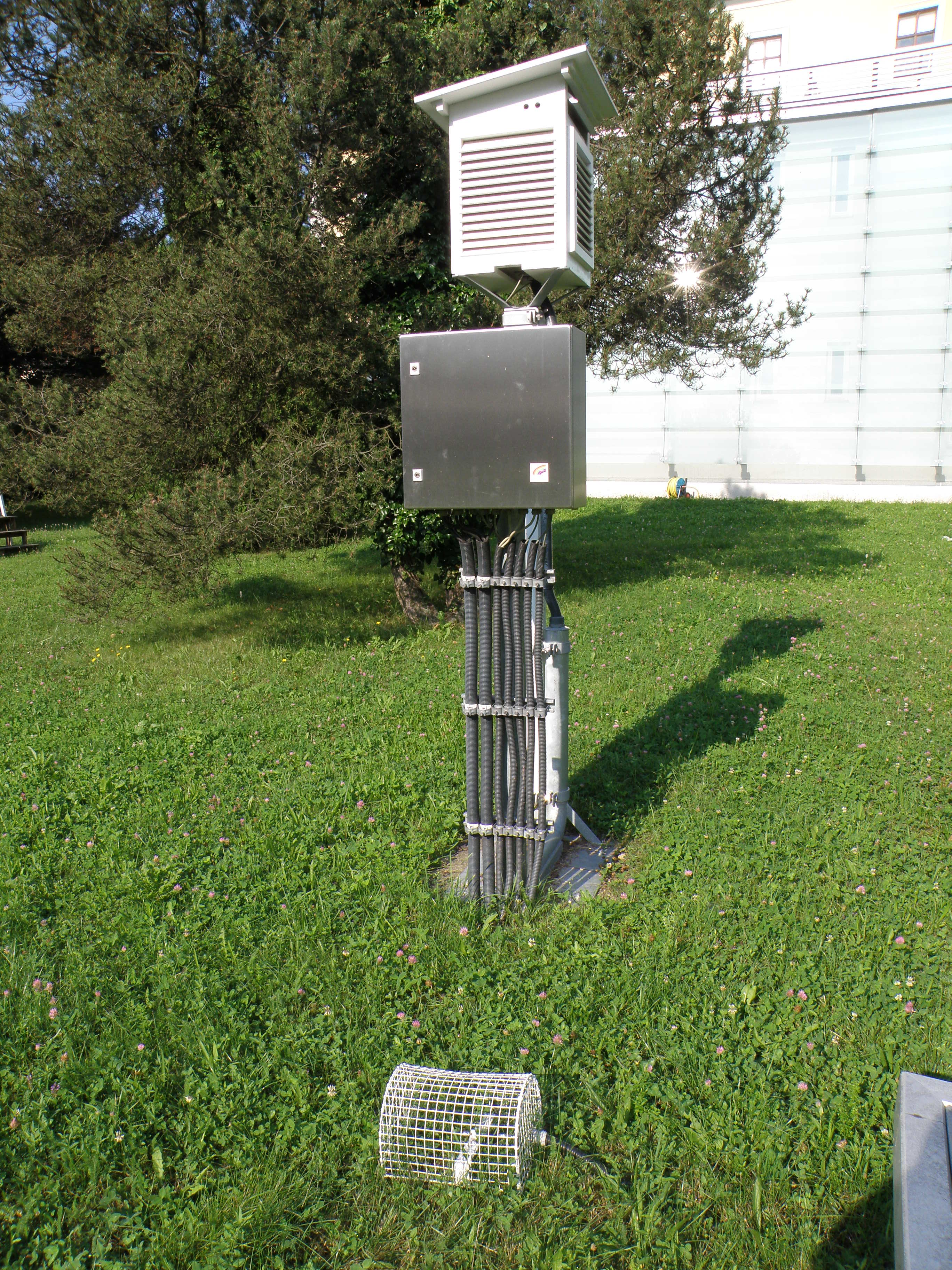
TAWES Wien, Hohe Warte

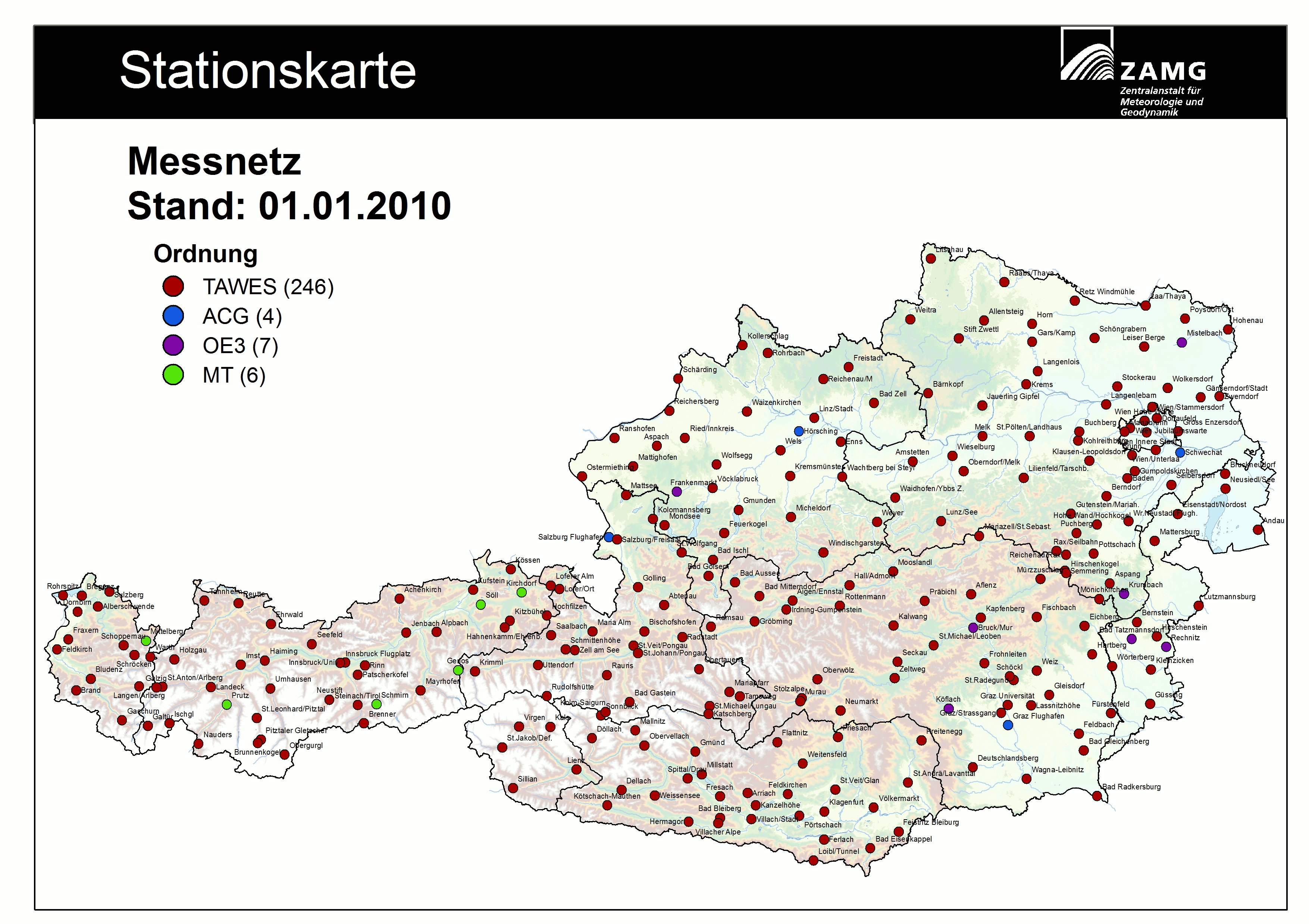
Karte aller Wetterstationen 2010

Die Bezeichnung TAWES steht für Teilautomatisches-Wetter-Erfassungs-System. Dies ist gleichzusetzen mit dem meteorologischen Messnetz aller staatlichen Wetterstationen in Österreich.

## Geschichte
Schon seit Gründung der ZAMG und sogar davor gab es zahlreiche meteorologische Mess-Stationen. Zu einer der ersten zählt die Wetterstation der Sternwarte Kremsmünster, deren Aufzeichnungen bis ins Jahr 1763 zurückreichen. Im weiteren Verlauf wurde das vorhandene Messnetz immer wieder mit modernerer Technik ausgestattet. Hierbei handelte es sich lediglich um Aufzeichnungen und deren Archivierung, zur Verwendung der Daten für österreichweite Wetterprognosen war es noch ein langer Weg. Bis ins zwanzigste Jahrhundert hinein wurden die Wetterzustände an den Stationen zu den meteorologischen Hauptterminen (0, 6, 12 und 18 UTC) abgelesen und per Post an die Hohe Warte versandt.
Erst mit dem Aufkommen des Internets wurde erstmals eine automatische Übertragung von Wetterdaten an eine Zentrale möglich.
Die erste Ausbaustufe des österreichischen Wetterstations-Netzes startete im Jahre 1992 mit Unterstützung durch das BMWF.
Zu diesem Zeitpunkt gab es in Österreich 71 staatliche Wetterstationen, davon waren insgesamt 62 TAWES-Stationen mit dem Internet verbunden und übertrugen alle 10 Minuten sämtliche Wetterwerte. Die vorerst angestrebte Ausbauphase des TAWES-Netzes umfasste 120 Stationen.
Diese war jedoch nur die Erste von mehreren Ausbaustufen des Wetterstations-Netzes in Österreich.
Heute umfasst das TAWES-Netz nach weiteren Ausbauphasen in den vergangenen Jahrzehnten 250 Messstellen in ganz Österreich, mit fremd betriebenen Wetterstationen (wie zum Beispiel an Flughäfen durch die Austrocontrol oder Partner-Wetterstationen von Ö3) sind es sogar 266.
Des Weiteren sind zusätzlich noch 130 Phänologie-Stationen in diesem Mess-Netz integriert.

## Messung und Eigenschaften
Alle Wetterstationen und Messapparate dieses Netzwerks entsprechen der internationalen Zertifizierung der WMO.
Unter anderem werden folgende meteorologischen Parameter jeden Augenblick erfasst und alle 10 Minuten an die Datenverarbeitungszentrale in Wien übermittelt: Lufttemperatur, Luftfeuchte (und daraus resultierender Taupunkt), Niederschlag und Niederschlagsmenge, Luftdruck, Globalstrahlung, Windrichtung und Windgeschwindigkeit in 10 Meter Höhe über Grund, Bodentemperatur in 5 cm Höhe sowie 3 Temperaturen in unterschiedlichen Boden-Tiefen.
Teilautomatisch sind die meisten Stationen deshalb, weil einige Parameter wie Bewölkungsart und Ähnlichem nur durch einen Wetterbeobachter wahrgenommen und aufgezeichnet werden können. Diese Aufzeichnungen werden in so genannten Klimabögen erfasst und ausgewertet.